# Wizard's Lair
Wizard's Lair, chiamato anche Wizards Lair o Ye Wizard Lair su schermo, è un videogioco di avventura dinamica fantasy pubblicato nel 1985 per gli home computer Amstrad CPC, Commodore 64, Enterprise, MSX e ZX Spectrum dalla Bubble Bus Software. 
Veniva considerato molto simile ad Atic Atac, con grafica anche nello stile di Sabre Wulf, entrambi titoli precedenti di grande successo sullo ZX Spectrum.

## Modalità di gioco
Il giocatore controlla l'esploratore Pothole Pete, un omino rappresentato dall'alto con semplice grafica monocromatica. Si deve avventurare in un labirinto (il "covo del mago" del titolo) con visuale dall'alto, composto da 256 luoghi a schermata statica distribuiti su 7 piani. I luoghi, di forma variabile e vagamente rettangolare, hanno sfondo nero e possono essere aree contornate da vegetazione o da rocce multicolore, caverne, stanze arredate, corridoi. A volte sono presenti fiumi o altri ostacoli in mezzo all'area. Ogni luogo ha da una a quattro porte, distribuite sui vari lati, che si aprono e si chiudono casualmente. L'obiettivo del gioco è trovare i quattro pezzi di un leone d'oro e infine l'uscita; a fine partita verrà comunque indicata la percentuale di covo scoperta.
Pete può camminare in tutte le direzioni e sparare lanciando accette, che possono anche rimbalzare sulle pareti e sono disponibili in quantità limitata. Si inizia con cinque vite e per ciascuna c'è una barra dell'energia, che diminuisce gradualmente con il tempo. I nemici sono mostri e creature di vario genere, che entrano in scena dalle porte e tolgono energia al contatto. Ci sono anche due tipi di nemici, cavalieri in armatura e boia incappucciati, che fanno perdere una vita con un solo tocco. Tutti i nemici si eliminano con un colpo dell'arma, ma ne arriveranno altri.
Ci sono diversi tipi di oggetti da raccogliere. Le chiavi, gli anelli e i diamanti vengono accumulati e indicati in tre contatori separati e servono ad aprire ciascuno un certo tipo di porte speciali, consumandosi con l'uso. Il cibo ricarica l'energia e le accette o piccozze ricaricano l'arma. Gli oggetti preziosi aumentano un indicatore dell'oro, che serve quando si trova una pergamena di incantesimo: se si ha abbastanza oro, la pergamena permette di scegliere se spenderlo per ottenere più munizioni, energia, chiavi, anelli o diamanti. Le croci fanno cambiare colore a Pete e gli permettono di passare sopra i serpenti del rispettivo colore, che altrimenti sono barriere fisse. Altri power-up includono il calice che dona una vita, le ali che aumentano la velocità, l'elmo che dà invincibilità temporanea, inoltre i teschi sono letali e vanno evitati.
Per spostarsi tra i sette piani del labirinto si utilizzano botole in discesa, armadi-ascensore che spostano di un piano in direzione predefinita, e ascensori magici che permettono di andare a qualsiasi piano, ma è necessario inserirne da tastiera il nome, un codice di cinque lettere; il giocatore dovrebbe annotarsi questi nomi man mano che li scopre raggiungendoli con gli armadi-ascensore. In diversi luoghi sono presenti anche delle porte segrete oltre a quelle visibili; un modo sicuro per individuarle è vedere da dove arrivano i nemici.

## Sviluppo
Wizard's Lair venne sviluppato inizialmente nella versione ZX Spectrum da Stephen J. Crow, allora un freelance diciannovenne, che propose di propria iniziativa il suo gioco alla Bubble Bus, che accettò di produrlo. Crow stesso ammetteva di essersi ispirato ad Atic Atac.

## Accoglienza
I giudizi su Wizard's Lair della critica europea contemporanea furono molto variabili, nella maggior parte dei casi positivi. Tra le più entusiaste ci furono le riviste britanniche Crash (ZX Spectrum) e Computer and Video Games (Spectrum, Amstrad e Commodore), tra le meno entusiaste la francese Tilt.
L'azione di gioco venne spesso descritta come molto veloce o frenetica.
La somiglianza spesso evidenziata con il fortunato Atic Atac veniva solo da alcune riviste considerata un difetto per mancanza di originalità. Comunque, a parte lo ZX Spectrum, Atic Atac non esisteva per le altre piattaforme per le quali uscì Wizard's Lair; nel caso del Commodore 64, di quel preciso genere all'epoca esisteva soltanto un altro gioco, Swag.
Stephen Crow, sviluppatore della versione originale per ZX Spectrum, vinse i Golden Joystick Awards come programmatore dell'anno 1985 per Starquake e Wizard's Lair.